# Timirjazeva
Timirjazeva (in lingua russa Тимирязева) è un centro abitato dell'Adighezia, situato nel Majkopskij rajon. La popolazione era di 1.163 abitanti al dicembre 2018. Ci sono 6 strade.